# 赛楠
赛楠（学名：Nothaphoebe cavaleriei）为樟科赛楠属下的一个种。

## 扩展阅读
- 維基物種上的相關：赛楠